# Törners fyrverkerilaboratorium

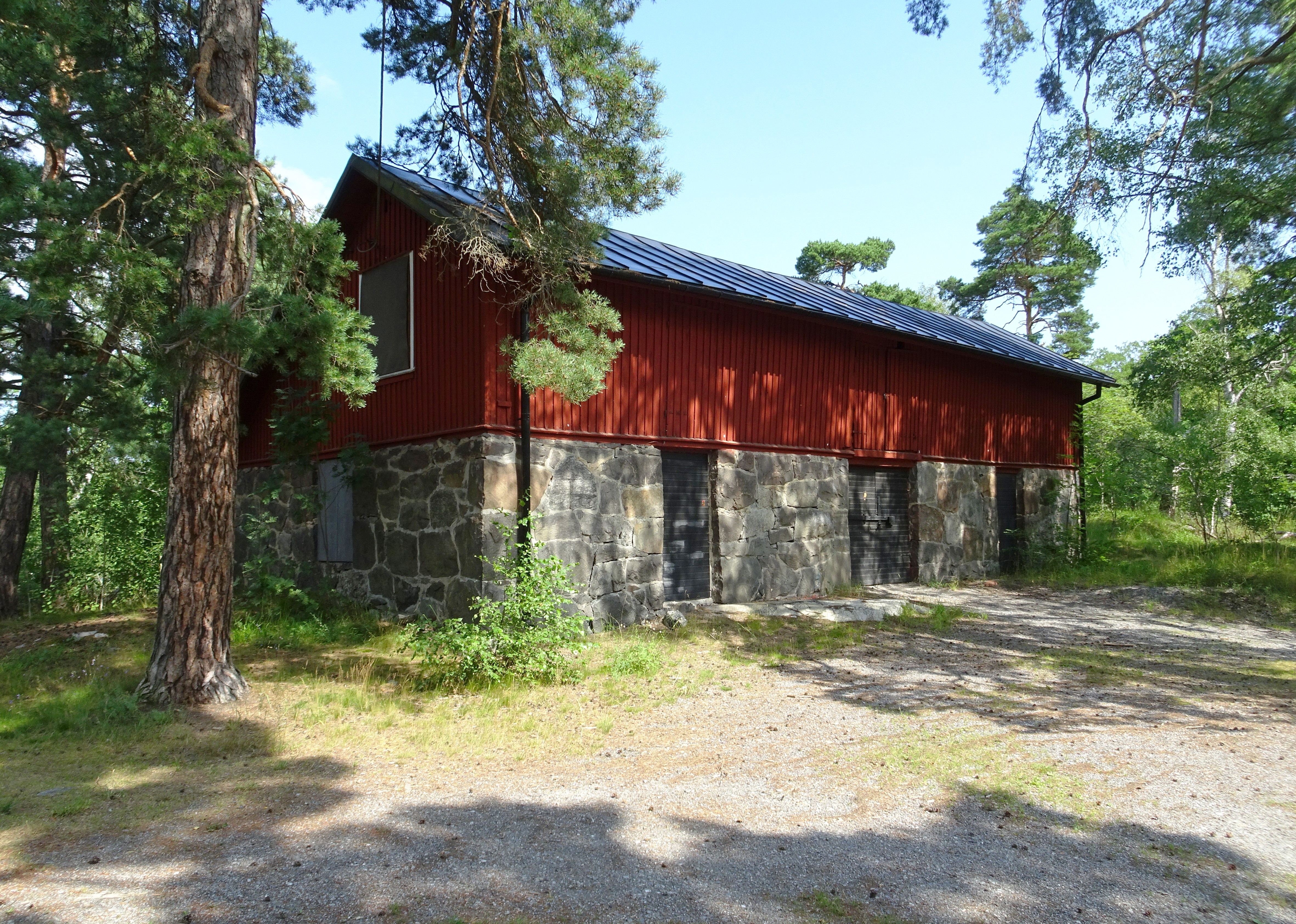
Törners fyrverkerilaboratorium, huvudbyggnad, 2021.

Törners fyrverkerilaboratorium, var en verksamhet där fyrverkeripjäser tillverkades hantverksmässigt. Den flyttade till Lidingö omkring 1890. Byggnaderna uppfördes vid östra sidan av Stockbysjön i närheten av familjens sommarvilla Finedal i Stockby. Verksamheten bedrevs där till cirka 1970, då av A.R. Törners sonson Cecil Törner. År 1985 restaurerade nuvarande ägaren, Lidingö kommun, Törners fyrverkerilaboratorium.

## A.R. Törner – Nordens skickligaste pyrotekniker

Adolf Rickard Törner.

Adolf Rickard Törner (1841–1897) var född i Rebbelberga socken, Kristianstads län. Vid 13 års ålder blev han antagen i lära i Köpenhamn hos den italienska fyrverkaren I. N. Magito som undervisade honom om fyrverkerikonsten. År 1863 blev unge Törner konstapel vid Kungl. Göta Artilleriregemente i Göteborg (A 2) och avlade året därpå examen, samt antogs till instruktör vid regementet i gymnastik och ridning. Under tiden förkovrade han sig även inom pyrotekniken. År 1868 titulerades Törner artillerifyrverkare och 1871 tygunderofficer. År 1881 tilldelades han svärdsmannagraden av Svärdsorden och några år därefter kung Oscar II:s stora förtjänstmedalj i guld. Han mottog även privat av kungen flera påkostade gåvor för sina magnifika fyrverkerier. År 1889 nämns han som Öfverfyrverkare.

## Fyrverk, en viktig del av dåtidens artilleriteknik
I äldre tider benämndes alla för fyrverkare som tillverkade fyrverk, (tyskans Feuerwerk), alltså ammunition som innehöll krut eller olika tändsatser. Artilleriet betjänade bland annat mörsare, varur brand- och lyskulor med mera sköts iväg. Det gällde bland annat att lysa upp slagfälten, så att soldaterna kunde identifiera de fientliga linjerna. Det handlade också om att tända eld på fiendens viktiga förråd, helst ammunitionsförråden. Även som signalmedel och nödutrustning var – och är – fyrverkeripjäser betydelsefulla, till exempel som nödraketer till sjöss.
I Sverige sammanfördes på 1700-talet alla fyrverkare i särskilda militära fyrverkarkompanier för att senare under seklet uppdelas på olika artillerikompanier, där de undervisade i pyroteknik, och tillverkade olika explosiva eller brännbara satser. ”Kungliga Raketkåren” i Stockholm, bildad 1832, omorganiserades senare till ”Kungliga Fyrverkarkåren” och hade direkt anknytning till fyrverkarnas hantering. Kåren nedlades 1876 och dess sista representanter hade fram på 1880-talet kvar sin verksamhet i ammunitionsfabriken vid Marieberg på Kungsholmen. Dit hörde Adolf Rickard Törner som lärare och instruktör.

## Törners fyrverkerilaboratorium

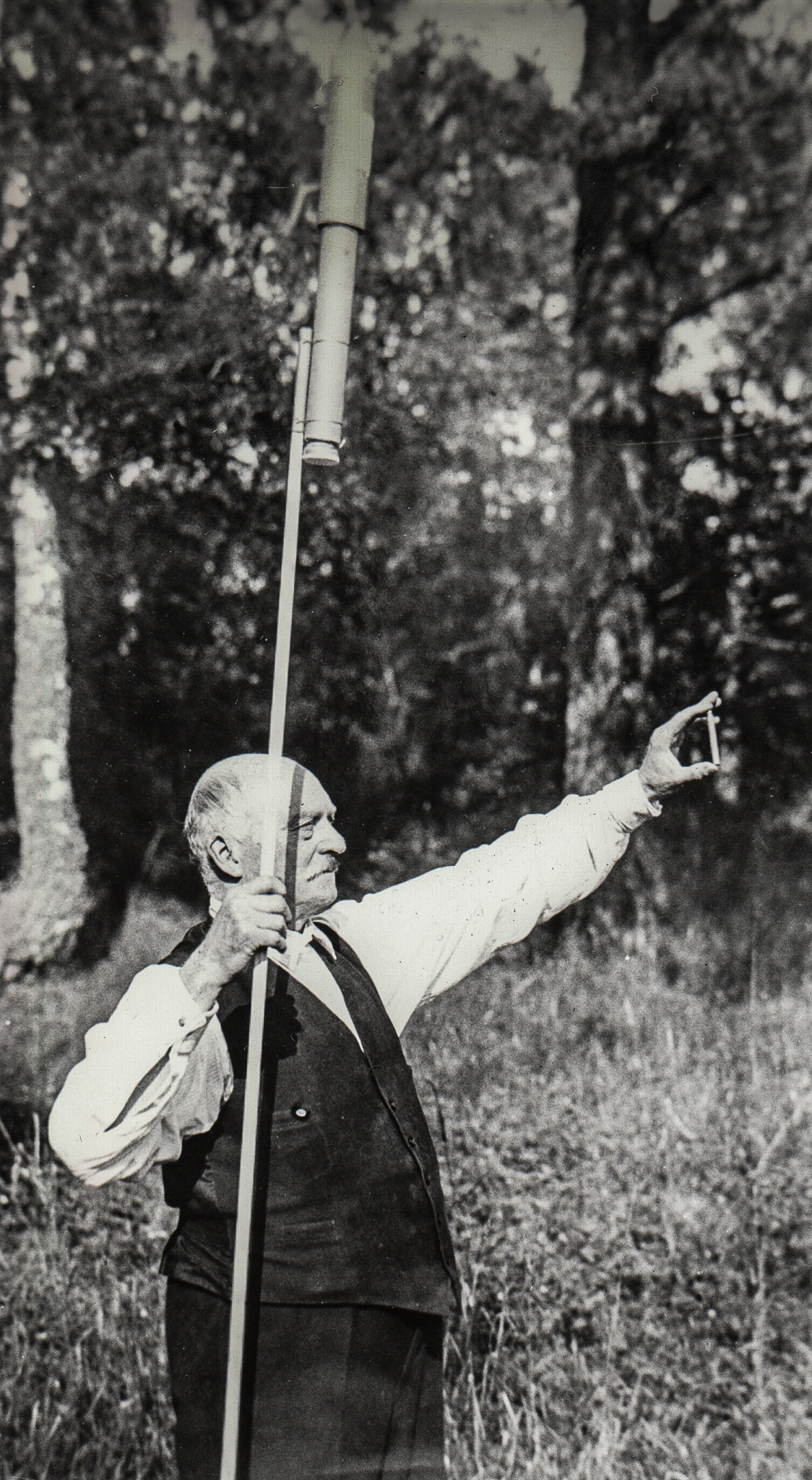
Jean Törner

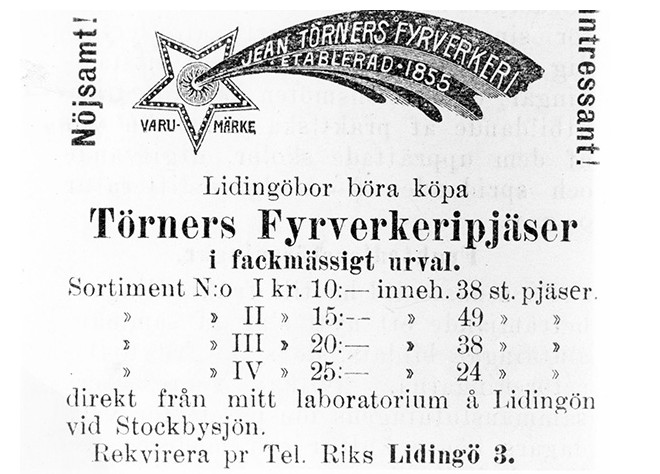
Annons Lidingö Tidning 1910.

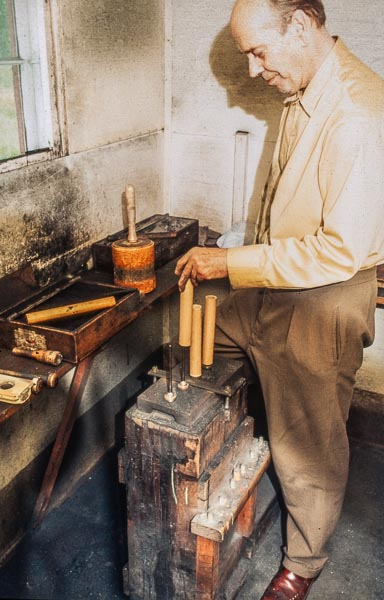
Cecil Törner

Adolf Rickard Törner betraktades under cirka tre decennier i slutet av 1800-talet som nordens skickligaste pyrotekniker. År 1880 bosatte han sig i en egenritad stor villa på dåvarande Ladugårdsgärde i Stockholm, med nuvarande adress Strandvägen 77. Huset som numera disponeras som kontor av Sveriges Radio Berwaldhallen, kallas allmänt Törnerska villan. I anslutning till detta låg hans första privata fyrverkerilaboratorium.
Den helt hantverksmässiga tillverkningen av fyrverkeripjäserna förlades kring 1890 till Lidingö, dit familjen tidigare hade sökt sig som sommargäster, först till trakten kring Gångsätra gård, därefter till Stockbyområdet, där A.R. Törners fyrverkerilaboratorium till det yttre fortfarande finns bevarad. I den större byggnaden med kraftig stengrund, även kallad verkstad, förvarades de färdiga pjäserna. Den mindre vid stranden var verkstaden. Dessutom fanns några mindre krutbodar med gott inbördes avstånd för säkerhetens skull. Till anläggningen hörde även en inte längre bevarad arbetarbostad. Förutom drivmedlet svartkrut och färggivande metallsalter användes i stor utsträckning det explosiva saltet kaliumklorat som gav fyrverkerierna sin intensivt lysande karaktär. Några större olyckshändelser inträffade inte. Byggnaderna ägs numera av Lidingö stad. 
Den påkostade egna sommarvillan Finedal i Stockby, byggd 1887 och uppkallad efter Törners hustru Josephine, är sedan 1979 av Länsstyrelsen i Stockholm förklarad som byggnadsminne och är privatägd.
Till A.R. Törners stora festfyrverkerier över Stockholms ström räknas de vid ryske kejsaren Alexander II:s besök i Stockholm 1879, vid Vegaexpeditionens hemkomst i april 1880, vid kronprinsparets, sedermera kung Gustaf V:s och drottning Victorias hemkomst till huvudstaden 1881, vid portugisiske konungens Ludvig I:s besök i Stockholm 1886 och vid den internationella Orientalistkongressen i samma stad i september 1889. Även i Kristiania (Oslo) har förekommit praktfulla officiella festfyrverkerier som haft Törner till upphovsman.
År 1893 begärde Törner avsked ur artilleriets tjänst och efter några år överläts den privata fyrverkerifabriken till sonen Jean Robert Törner (1872–1941), som under flera år studerat och praktiserat inom fyrverkerikonsten i Amerika. Under några år tillverkade far och son Törner tillsammans alla nöjesinriktade sommarfyrverkerier, inte minst de som antändes vid KSSS eskaderseglingar utmed farleden in till huvudstaden efter tävlingarna på Kanholmsfjärden i Stockholms skärgård. Dessutom marknadsfördes över hela landet deras pyrotekniska pjäser. Jean Törner debuterade som egen företagare med det stora och minnesvärda jubileumsfyrverkeriet vid Konst- och Industriutställningen i Stockholm 1897. Några månader därefter avled A.R. Törner i Stockholm den 20 oktober 1897 i sviterna efter en lunginflammation.
Jean Törner fortsatte sedan att leverera storartade och omtalade fyrverkerier vid kungajubileer, festligheter på Stadion och Skansen med flera platser i Stockholm fram till sin död. Han fick kring 1910 erbjudande att som kejserlig fyrverkare träda i ryske tsaren Nicolai II:s tjänst, men avböjde anbudet klokt nog med tank på hur händelserna utvecklades i Ryssland med krig och revolution.
Den pyrotekniska och rent hantverksmässiga tillverkningen fortsatte på Lidingö även av sonsonen Cecil Törner (1911–1972), som vuxit upp inom yrket och studerat i England och Tyskland. Fyrverkerilaboratoriet fortsatte leverera större fyrverkerier i samband med olika evenemang på Stockholms Stadion (bland annat Svenska flaggans dag), företagsjubileer etcetera fram till mitten av 1960-talet. Med minskande efterfrågan på stora fyrverkerier marknadsfördes produkterna efterhand alltmer direkt till sportaffärer, organisationer och företag (firmafester) fram till cirka 1970. Till de sista årens tillverkningar hörde de obligatoriska salutskotten som beställdes av Wasamuseet i Stockholm.

### Anläggningen idag
Törners fyrverkerilaboratorium bestod ursprungligen av ett tiotal byggnader belägna vid västra sidan om Stockbysjön med kort gångavstånd från Finedal. Läget vid Stockbysjön var väl valt med tanke på en riskabla verksamheten. Idag återstår huvudbyggnaden (verkstad) och strandbyggnaden (laboratorium), båda uppförda med träfasader på våningshög gråstenssockel. Längre in i terrängen återfinns fyra röda bodar. Där ”slogs raketerna”, vilket innebär att man pressade de explosiva satserna in i sina papphylsor. Cirka 75 meter öster om huvudbyggnaden återstår stengrunden efter en mindre arbetarbostad. Bebyggelsen restaurerades 1985 av Lidingö kommun och räknas idag till en av kommunens kulturhistoriskt värdefulla områden. Fyrverkerifabriken har gett namn åt vägen Raketstigen som ligger en bit därifrån.

### Nutida bilder

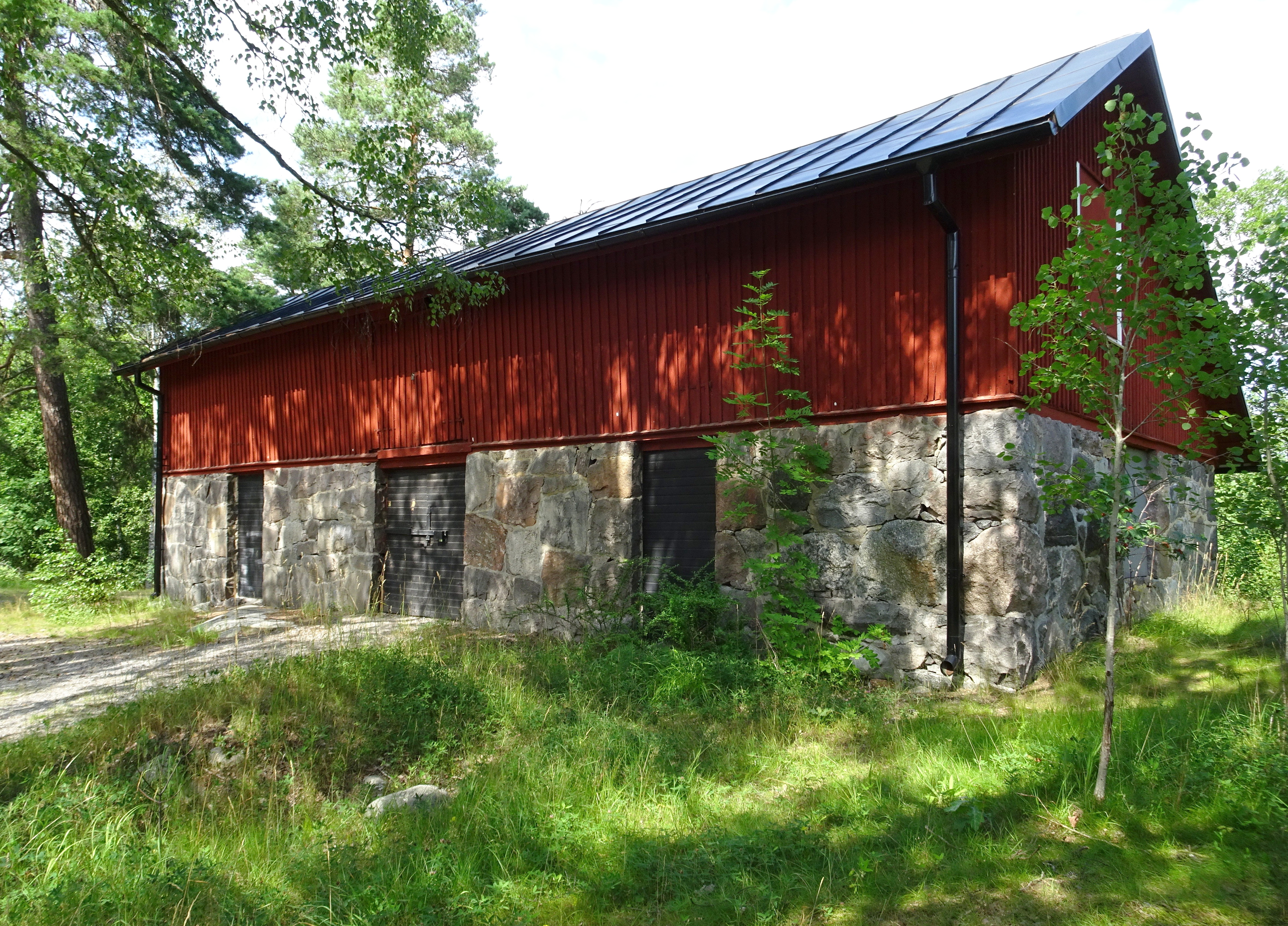
Huvudbyggnaden (verkstad).
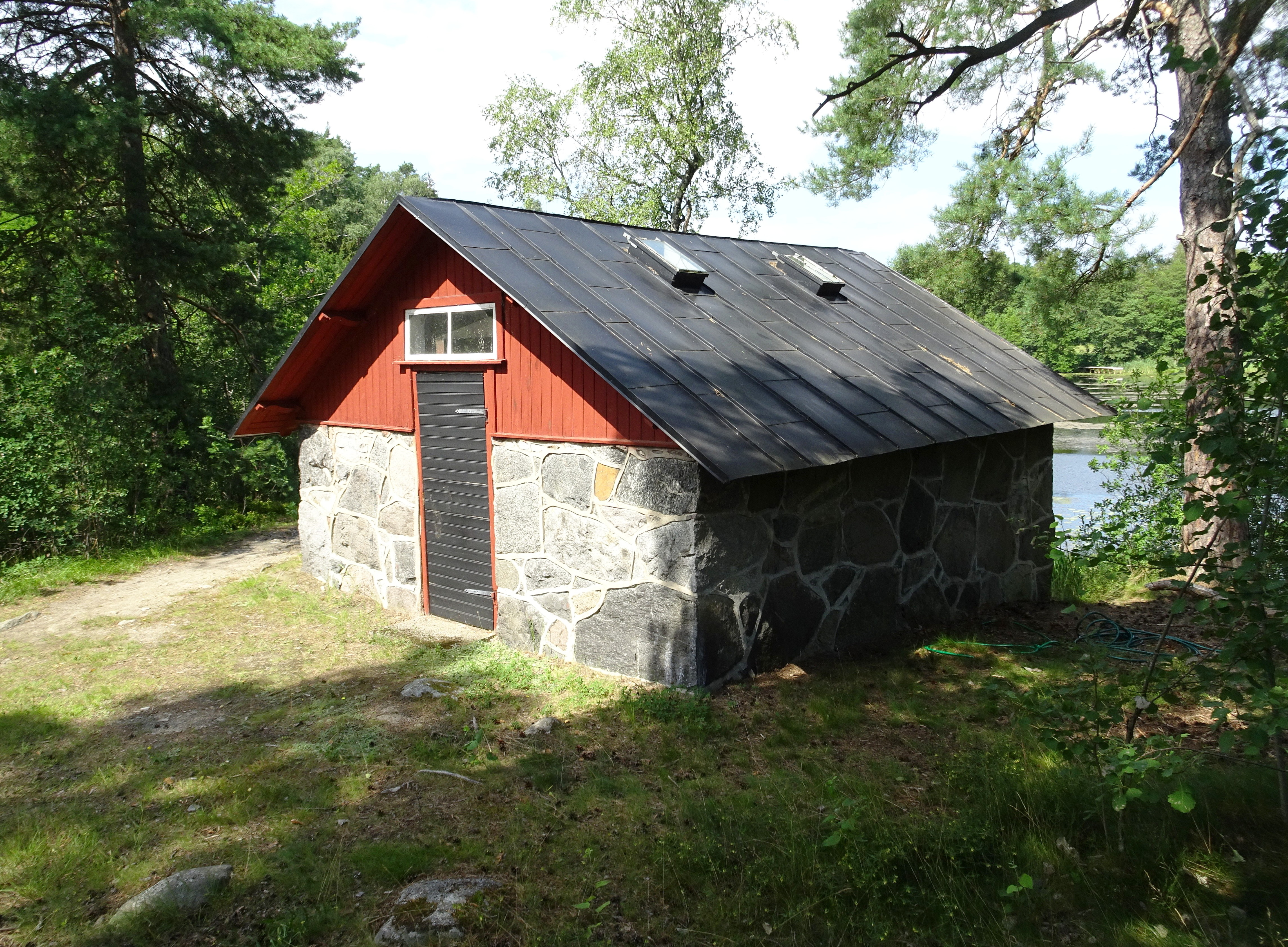
Strandbyggnaden (laboratorium).
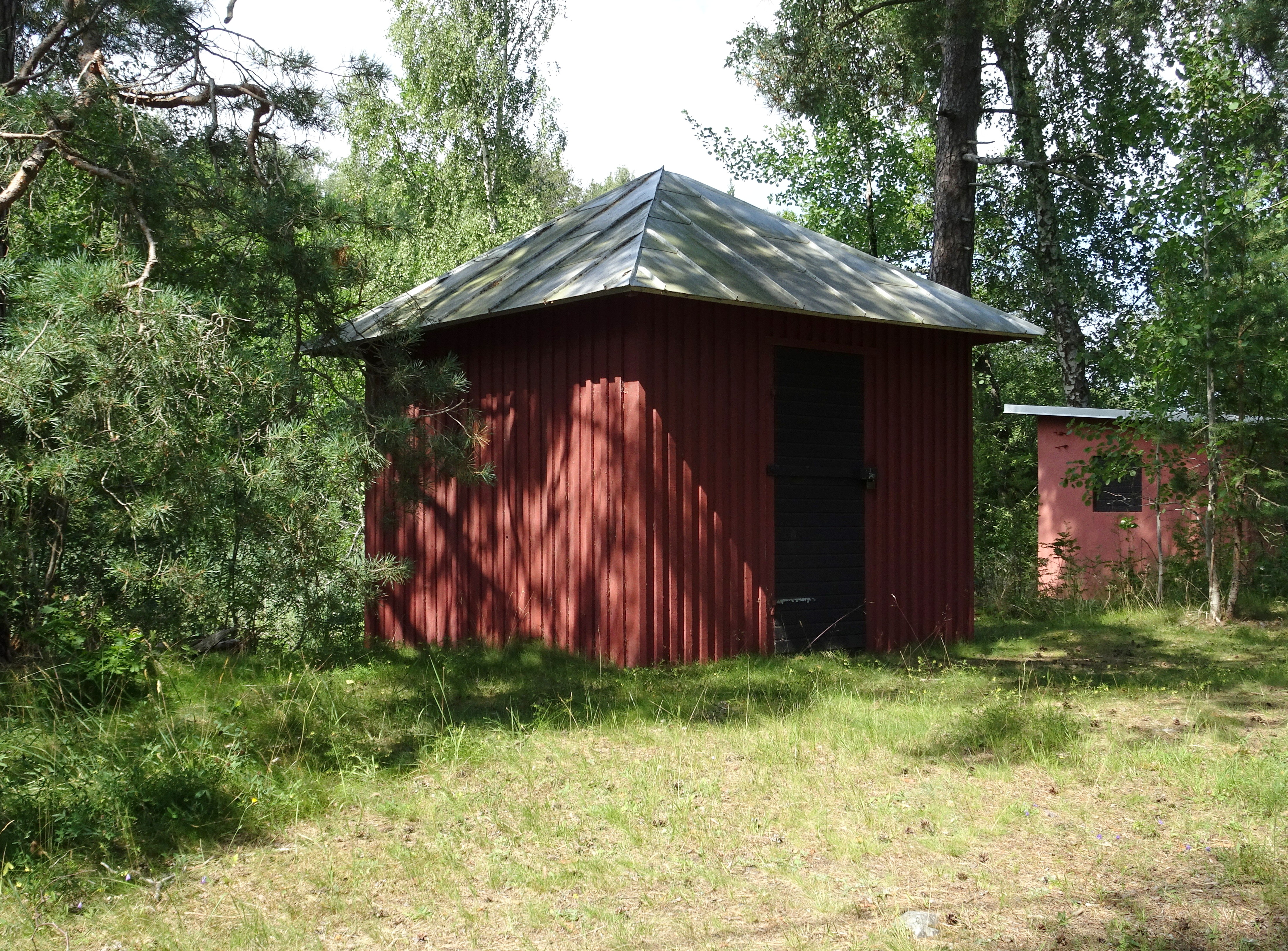
Bod.
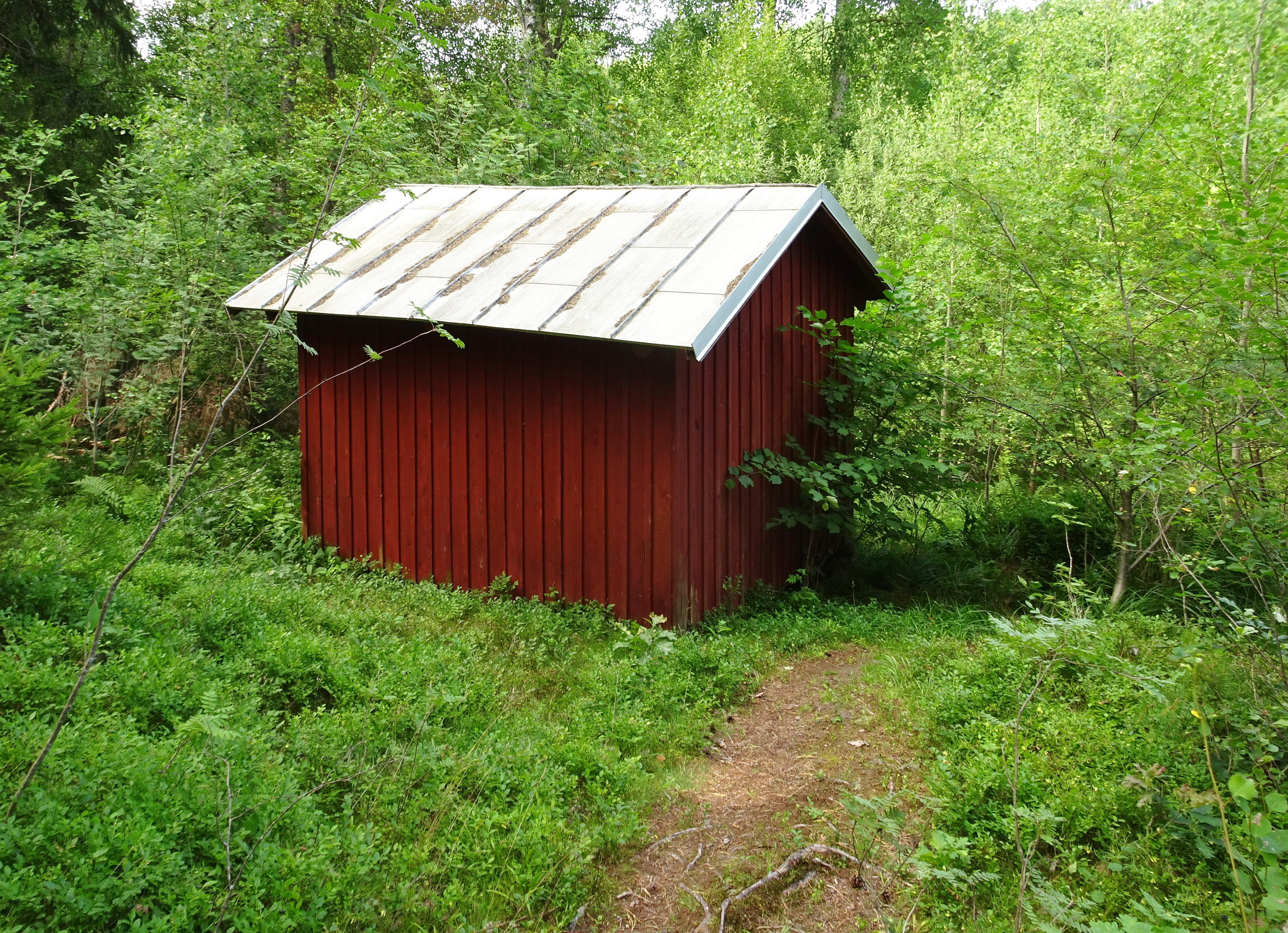
Bod.
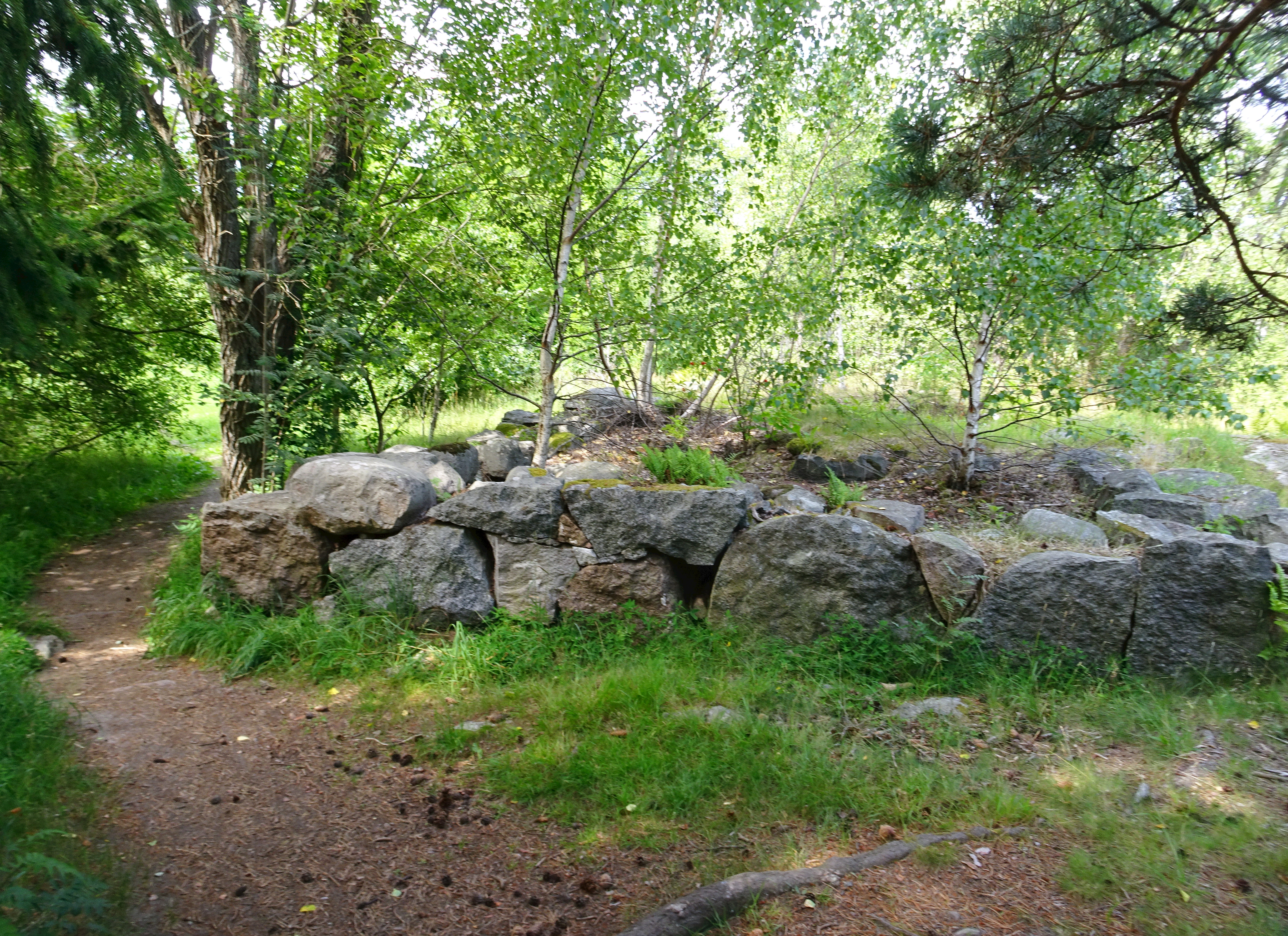
Grund efter arbetarbostad.